# Алекс Феррарі (футболіст)
Алекс Феррарі (італ. Alex Ferrari; нар. 1 липня 1994, Модена) — італійський футболіст, захисник клубу «Сампдорія».
Виступав також за клуб «Болонья», а також молодіжну збірну Італії.

## Клубна кар'єра
Народився 1 липня 1994 року в місті Модена. Вихованець місцевої юнацької команди «Модена Ест», а згодом академії «Болоньї».
З 2013 року почав залучатися до складу головної команди «Болоньї», проте перший досвід регулярних виступів отримав 2014 року, граючи на умовах оренди за друголіговий «Кротоне».
Повернувшись з оренди до «Болоньї», поступово почав отримувати ігровий час у складі головної команди болонського клубу, протягом двох з половиною сезонів відігравши у 35 матчах першості Італії.
Протягом 2017—2018 років захищав на умовах оренди кольори «Верони».
До складу «Сампдорії» приєднався 2018 року.

## Виступи за збірні
2014 року провів одну гру у складі юнацької збірної Італії (U-20).
Протягом 2016–2017 років залучався до складу молодіжної збірної Італії. На молодіжному рівні зіграв у 7 офіційних матчах.

## Статистика виступів

### Статистика клубних виступів
Станом на 30 грудня 2018 року
| Сезон               | Команда             | Чемпіонат           | Чемпіонат | Чемпіонат | Національний кубок | Національний кубок | Національний кубок | Континентальні кубки | Континентальні кубки | Континентальні кубки | Інші змагання | Інші змагання | Інші змагання | Усього | Усього |
| Сезон               | Команда             | Ліга                | Ігор      | Голів     | Ліга               | Ігор               | Голів              | Ліга                 | Ігор                 | Голів                | Ліга          | Ігор          | Голів         | Ігор   | Голів  |
| ------------------- | ------------------- | ------------------- | --------- | --------- | ------------------ | ------------------ | ------------------ | -------------------- | -------------------- | -------------------- | ------------- | ------------- | ------------- | ------ | ------ |
| 2013-січ. 2014      | «Болонья»           | A                   | 0         | 0         | КІ                 | 1                  | 0                  | -                    | -                    | -                    | -             | -             | -             | 1      | 0      |
| січ.-черв. 2014     | «Кротоне»           | B                   | 2         | 0         | КІ                 | 0                  | 0                  | -                    | -                    | -                    | -             | -             | -             | 2      | 0      |
| 2014–15             | «Болонья»           | B                   | 11+2      | 0+0       | КІ                 | 1                  | 0                  | -                    | -                    | -                    | -             | -             | -             | 14     | 0      |
| 2015–16             | «Болонья»           | A                   | 21        | 0         | КІ                 | 1                  | 0                  | -                    | -                    | -                    | -             | -             | -             | 22     | 0      |
| 2016-січ. 2017      | «Болонья»           | A                   | 1         | 0         | КІ                 | 0                  | 0                  | -                    | -                    | -                    | -             | -             | -             | 1      | 0      |
| Усього за «Болонью» | Усього за «Болонью» | Усього за «Болонью» | 33+2      | 0         |                    | 3                  | 0                  |                      | -                    | -                    |               | -             | -             | 38     | 0      |
| січ.-черв. 2017     | «Верона»            | B                   | 14        | 0         | КІ                 | 0                  | 0                  | -                    | -                    | -                    | -             | -             | -             | 14     | 0      |
| 2017–18             | «Верона»            | A                   | 25        | 1         | КІ                 | 2                  | 0                  | -                    | -                    | -                    | -             | -             | -             | 27     | 1      |
| Усього за «Верону»  | Усього за «Верону»  | Усього за «Верону»  | 39        | 1         |                    | 2                  | 0                  |                      | -                    | -                    |               | -             | -             | 41     | 1      |
| 2018–19             | «Сампдорія»         | A                   | 1         | 0         | CI                 | 1                  | 0                  | -                    | -                    | -                    | -             | -             | -             | 2      | 0      |
| Усього за кар'єру   | Усього за кар'єру   | Усього за кар'єру   | 76+2      | 1         |                    | 6                  | 0                  |                      | -                    | -                    |               | -             | -             | 83     | 1      |